# Vila Nova de Monsarros
Vila Nova de Monsarros é uma povoação portuguesa sede da Freguesia de Vila Nova de Monsarros do município de Anadia, freguesia com 23,72 km² de área e 1545 habitantes (censo de 2021), tendo, por isso, uma densidade populacional de 65,1 hab./km².
Fica entre a vila do Luso e a cidade de Anadia.
A aldeia de Vila Nova de Monsarros foi criada por volta de 1006 tendo original e permanentemente como orago São Miguel Arcanjo. Constituiu até ao liberalismo o couto de Vila Nova de Monsarros. Tinha, em 1801, 759 habitantes.

## Demografia
Nota: No censo de 1864 aparece designada por Monsarros.
A população registada nos censos foi:
| Distribuição da População por Grupos Etários | Distribuição da População por Grupos Etários | Distribuição da População por Grupos Etários | Distribuição da População por Grupos Etários | Distribuição da População por Grupos Etários |
| -------------------------------------------- | -------------------------------------------- | -------------------------------------------- | -------------------------------------------- | -------------------------------------------- |
| Ano                                          | 0-14 Anos                                    | 15-24 Anos                                   | 25-64 Anos                                   | > 65 Anos                                    |
| 2001                                         | 324                                          | 293                                          | 1017                                         | 367                                          |
| 2011                                         | 206                                          | 180                                          | 919                                          | 408                                          |
| 2021                                         | 165                                          | 129                                          | 795                                          | 456                                          |

## Património
- Casa seiscentista
- Capelas de São Bartolomeu e de São Martinho
- Lugar de Algeriz
- Edifício da junta de freguesia
- Capela de Nossa Senhora das Neves

## Origem heráldica da bandeira e brasão
(Publicada em "Diário da República", III Série de 23 de janeiro de 2002)
Armas - Escudo de azul, barra ondulada de prata e azul com três peças, acompanhada de uma espada de lâmina flamejante vermelha rodeada de ouro e, na ponta, de uma videira arrancada e troncada, folhada e gavinhada de prata com três cachos de uvas de ouro. Coroa mural de prata de quatro torres. Ornamento branco, com a legenda a negro: “ VILA NOVA DE MONSARROS.

### Simbologia

Estandarte para cerimónias.

- Espada - Representa a espada de São Miguel, orago da freguesia.
- Videira - Representa as actividades económicas da freguesia destacando a vinicultura e a agricultura em geral.
- Barra ondulada de prata e azul - Representam os ribeiros que passam na freguesia e que vão desaguar ao rio Cértima, ou Cértoma, como também se designa.
- Bandeira - Esquartelada de branco e azul, cordões e borlas de prata e azul, finalizando com uma haste e lança de ouro.